# Посвідка на тимчасове проживання в Україні
Посвідка на тимчасове проживання , надалі - Посвідка, — це документ, що посвідчує особу іноземця або особу без громадянства та підтверджує законні підстави для тимчасового проживання в Україні. Посвідка на тимчасове проживання з середини 2018 року видається у вигляді ID картки з біометричними даними. Протягом місяця з дня видачі Посвідки, її власник має зареєструвати місце проживання в Україні.

## Законодавчі параметри
Право та підстави на отримання Посвідки врегульовані Законом України «Про правовий статус іноземців та осіб без громадянства». Дозволяється видача посвідки на тимчасове проживання в державі особам, які досягли 16 років за винятком ситуацій, встановлених Законодавством України.

## Технічні параметри
Технічний опис, зразки бланків посвідки на тимчасове проживання, порядок їх оформлення, виготовлення та видачі встановлюються Кабінетом Міністрів України у постанові від 25 квітня 2018 р. № 322.
Бланк посвідки на тимчасове проживання з безконтактним електронним носієм (далі - бланк посвідки) виготовляється у формі пластикової картки типу ID-1 розміром 54 х 85,6 міліметра та може мати допустимі відхилення відповідно до стандарту ДСТУ ISO/IEC 7810:2008.
У бланк посвідки імплантовано безконтактний електронний носій, який відповідає вимогам нормативних документів у сфері технічного та криптографічного захисту інформації. Безконтактний електронний носій відповідає вимогам стандарту ISO/IEC 14443 щодо запису і зчитування даних.
До безконтактного електронного носія вноситься інформація, яка зазначена на лицьовому та зворотному боці посвідки, біометричні дані, параметри особи (відцифрований образ обличчя, відцифрований підпис особи), а також дані щодо забезпечення захисту інформації, що внесена до безконтактного електронного носія, відповідно до вимог Закону України “Про Єдиний державний демографічний реєстр та документи, що підтверджують громадянство України, посвідчують особу чи її спеціальний статус”.
До безконтактного електронного носія вноситься додаткова змінна інформація, передбачена Законом.

## Термін діїПосвідки
Посвідка видається строком на один рік, крім наступних випадків:
Іноземцям та особам без громадянства, які відповідно до закону прибули в Україну для працевлаштування, посвідка видається на період роботи в Україні, який зазначається в дозволі на застосування праці.
Іноземцям та особам без громадянства, які прибули в Україну для участі в реалізації проектів міжнародної технічної допомоги, зареєстрованих у встановленому порядку, посвідка видається на строк реалізації проекту міжнародної технічної допомоги, який зазначається в реєстраційній картці проекту.
Іноземцям та особам без громадянства, які є засновниками та/або учасниками, та/або бенефіціарними власниками (контролерами) юридичної особи, зареєстрованої в Україні, посвідка видається на два роки.
Іноземцям та особам без громадянства, які прибули в Україну з метою навчання, посвідка видається на період навчання, який визначається наказом закладу освіти про встановлення періодів навчання для іноземних студентів.
Іноземцям та особам без громадянства, які надавали інструкторську (стрілецьку, тактичну, медичну, радіотехнічну, вибухотехнічну та іншу) допомогу підрозділам Збройних Сил України, інших утворених відповідно до законів України військових формувань, правоохоронних органів спеціального призначення, Міністерства внутрішніх справ України, залученим до проведення антитерористичної операції, перебуваючи безпосередньо у районах її проведення, та/або залученим до здійснення заходів із забезпечення національної безпеки і оборони, відсічі і стримування збройної агресії Російської Федерації у Донецькій та Луганській областях, перебуваючи безпосередньо у районах їх проведення, або добровольчим формуванням, що були утворені або самоорганізувалися для захисту незалежності, суверенітету та територіальної цілісності України та спільно з вищезазначеними підрозділами брали безпосередню участь в антитерористичній операції, забезпеченні її проведення, перебуваючи безпосередньо в районах антитерористичної операції у період її проведення, а також які брали участь у виконанні бойових або службових завдань антитерористичної операції та/або заходів із забезпечення національної безпеки і оборони, відсічі і стримування збройної агресії Російської Федерації у Донецькій та Луганській областях спільно із вищезазначеними підрозділами та добровольчими формуваннями та отримали посвідку на тимчасове проживання, вважаються такими, які перебувають на території України на законних підставах, у тому числі у випадках, якщо термін дії паспортного документа закінчився або він підлягає обміну, на час до завершення тимчасової окупації Російською Федерацією території України у значенні Закону України "Про особливості державної політики із забезпечення державного суверенітету України на тимчасово окупованих територіях у Донецькій та Луганській областях, - Посвідка видається на два роки.

## Підстави видачіПосвідки
1. Підставою для видачі посвідки на тимчасове проживання у випадку, коли іноземці або особи без громадянства відповідно до закону прибули в Україну для працевлаштування, є їх заява, дійсний поліс медичного страхування, дозвіл на застосування праці іноземців та осіб без громадянства (крім іноземців та осіб без громадянства, які згідно із законодавством України мають право на працевлаштування без отримання такого дозволу) та зобов’язання роботодавця повідомити центральні органи виконавчої влади, що забезпечують реалізацію державної політики у сферах міграції, зайнятості населення та трудової міграції про дострокове розірвання чи припинення трудового договору (контракту) з таким іноземцем або особою без громадянства.
Для іноземців та осіб без громадянства, працевлаштування яких відповідно до законодавства України здійснюється без дозволу на застосування праці іноземців та осіб без громадянства, замість такого дозволу подається трудовий договір (контракт), а для осіб, які мають статус закордонного українця, - трудовий договір (контракт) та посвідчення закордонного українця.
2. Підставою для видачі посвідки на тимчасове проживання у випадку, коли іноземець або особа без громадянства братиме участь у реалізації проектів міжнародної технічної допомоги, зареєстрованих у встановленому порядку, є заява іноземця або особи без громадянства, дійсний поліс медичного страхування, та відповідне подання державної установи, підприємства чи організації, що є реципієнтом проекту міжнародної технічної допомоги.
3. Підставою для видачі посвідки на тимчасове проживання у випадку, коли іноземець або особа без громадянства прибула в Україну з метою проповідування релігійних віровчень, виконання релігійних обрядів чи іншої канонічної діяльності, є заява такої особи, дійсний поліс медичного страхування, подання відповідної релігійної організації та погодження державного органу, який здійснив реєстрацію відповідної релігійної організації.
4. Підставою для видачі посвідки на тимчасове проживання у випадку, коли іноземці та особи без громадянства прибули в Україну для участі у діяльності філій, відділень, представництв та інших структурних осередків громадських (неурядових) організацій іноземних держав, зареєстрованих у встановленому порядку,, є заява іноземця або особи без громадянства, дійсний поліс медичного страхування, подання відповідної філії, відділення, представництва або іншого структурного осередку громадської (неурядової) організації іноземної держави в Україні та копія свідоцтва про реєстрацію структурного осередку громадської (неурядової) організації іноземної держави в Україні.
5. Підставою для видачі посвідки на тимчасове проживання у випадку, коли іноземці та особи без громадянства прибули в Україну для роботи у представництвах іноземних суб'єктів господарювання в Україні, зареєстрованих у встановленому порядку, є заява іноземця або особи без громадянства, дійсний поліс медичного страхування, подання відповідного представництва іноземного суб'єкта господарювання в Україні та копія свідоцтва про реєстрацію такого представництва.
6. Підставою для видачі посвідки на тимчасове проживання у випадку, коли іноземці та особи без громадянства, які прибули в Україну для роботи у філіях або представництвах іноземних банків, зареєстрованих у встановленому порядку, є заява іноземця або особи без громадянства, дійсний поліс медичного страхування, подання відповідної філії або представництва іноземного банку в Україні та копія свідоцтва про акредитацію філії або представництва.
7. Підставою для видачі посвідки на тимчасове проживання у випадку, коли  іноземці та особи без громадянства прибули в Україну для провадження культурної, наукової, освітньої діяльності на підставах і в порядку, встановлених міжнародними договорами України або спеціальними програмами, а також з метою участі в міжнародних та регіональних волонтерських програмах чи участі в діяльності організацій та установ, що залучають до своєї діяльності волонтерів відповідно до Закону України "Про волонтерську діяльність", є заява іноземця або особи без громадянства, дійсний поліс медичного страхування, подання відповідного державного органу, відповідального за виконання культурних, освітніх, наукових, спортивних, волонтерських програм, для участі в яких іноземець чи особа без громадянства прибули в Україну, або організації чи установи, що залучає до своєї діяльності волонтерів, інформація про яку розміщена на офіційному вебсайті центрального органу виконавчої влади, що реалізує державну політику у сфері волонтерської діяльності, та копія свідоцтва про державну реєстрацію такої організації чи установи.
8. Підставою для видачі посвідки на тимчасове проживання  кореспондентам або представникам іноземних засобів масової інформації, є заява іноземця або особи без громадянства, дійсний поліс медичного страхування, звернення іноземного засобу масової інформації та подання центрального органу виконавчої влади, що реалізує державну політику у сфері забезпечення інформаційного суверенітету України.
9. Підставою для видачі посвідки на тимчасове проживання  засновникам та/або учасникам, та/або бенефіціарним власникам (контролерам) юридичної особи, зареєстрованої в Україні, що прибули в Україну з метою контролю за діяльністю таких юридичних осіб, є:
1) заява іноземця або особи без громадянства;
2) дійсний поліс медичного страхування,;
3) письмове зобов’язання юридичної особи повідомити центральний орган виконавчої влади, що забезпечує реалізацію державної політики у сфері міграції, про втрату іноземцем або особою без громадянства статусу засновника та/або учасника, та/або бенефіціарного власника (контролера) цієї юридичної особи;
4) інші документи залежно від форми здійснення іноземної інвестиції:
копія установчого документа юридичної особи;
відомості про розмір частки іноземця або особи без громадянства - засновника (учасника) юридичної особи у сумі не менше 100 тисяч євро за офіційним валютним курсом, встановленим Національним банком України на дату внесення іноземної інвестиції, як внеску до статутного капіталу, якщо іноземна інвестиція здійснена в грошовій формі;
копія вантажної митної декларації на рухоме майно, передане як внесок до статутного капіталу юридичної особи, та копія акта приймання-передачі такого майна, якщо іноземна інвестиція здійснена у майновій формі;
копія акта приймання-передачі рухомого або нерухомого майна, переданого як внесок до статутного капіталу юридичної особи, якщо іноземна інвестиція здійснена у майновій формі, але при цьому таке майно придбане на території України;
виписка з рахунку в цінних паперах, якщо іноземець або особа без громадянства є акціонером акціонерного товариства, зареєстрованого в Україні.
Документи, визначені в абзацах другому - шостому пункту 4 цієї частини, мають бути посвідчені уповноваженою посадовою особою юридичної особи.
Територіальний орган центрального органу виконавчої влади, що забезпечує реалізацію державної політики у сфері міграції, для прийняття рішення про видачу посвідки на тимчасове проживання самостійно отримує відомості:
про те, що іноземець або особа без громадянства є засновником та/або учасником, та/або бенефіціарним власником (контролером) юридичної особи - з Єдиного державного реєстру юридичних осіб, фізичних осіб - підприємців та громадських формувань;
про офіційний валютний курс, встановлений Національним банком України на дату внесення іноземної інвестиції, - з офіційного вебсайту Національного банку України.
10. Підставою для видачі посвідки на тимчасове проживання у випадку, коли іноземці та особи без громадянства прибули в Україну з метою навчанняу, є заява іноземця або особи без громадянства, дійсний поліс медичного страхування, документ, що підтверджує факт навчання в Україні, та зобов'язання навчального закладу повідомити центральний орган виконавчої влади, що забезпечує реалізацію державної політики у сфері міграції, про відрахування з такого закладу.
11. Підставою для видачі посвідки на тимчасове проживання у випадку, коли іноземці та особи без громадянства прибули в Україну з метою возз'єднання сім'ї з особами, які є громадянами України, або під час перебування на законних підставах на території України, уклали шлюб з громадянами України, є заява іноземця або особи без громадянства і документ, що підтверджує факт перебування у шлюбі з громадянином України, дійсний поліс медичного страхування. Якщо шлюб між громадянином України та іноземцем або особою без громадянства було укладено за межами України відповідно до права іноземної держави, дійсність такого шлюбу визначається згідно із Законом України "Про міжнародне приватне право".
12. Підставою для видачі посвідки на тимчасове проживання у випадку, коли іноземці та особи без громадянства прибули в Україну з метою возз'єднання сім'ї з особами, що мають посвідки на тимчасове проживання в Україні, є заява іноземця або особи без громадянства, дійсний поліс медичного страхування та документ, згідно з яким вони, відповідно до права країни походження іноземця або особи без громадянства, вважаються членами сім'ї особи, що має посвідку на тимчасове проживання в Україні. Документ, що підтверджує належність до членів сім'ї, визнається дійсним в Україні у разі його легалізації, якщо інше не передбачено законом чи міжнародним договором України.
13. Підставою для видачі посвідки на тимчасове проживання у випадку, коли особи, звільнені з пунктів тимчасового перебування іноземців та осіб без громадянства, які незаконно перебувають в Україні, на підставі рішення суду про скасування рішення про їх затримання або примусове видворення за межі України, або яких до завершення граничного строку перебування у таких пунктах не було примусово видворено за межі України з причин відсутності проїзного документа, транспортного сполучення з країною їхнього походження або з інших причин, незалежних від таких осіб, є заява іноземця або особи без громадянства, подана після завершення граничного терміну тримання у пункті тимчасового перебування іноземців та осіб без громадянства, які незаконно перебувають в Україні, а також висновок центрального органу виконавчої влади, що забезпечує реалізацію державної політики у сфері міграції, про неможливість примусового видворення з України іноземця або особи без громадянства з причин відсутності проїзного документа, транспортного сполучення з країною походження іноземця або особи без громадянства або з причин, що не залежать від таких осіб, після завершення строку тримання в пункті тимчасового перебування іноземців та осіб без громадянства, які незаконно перебувають на території України, або якщо технічну неможливість здійснити примусове видворення іноземця було з'ясовано раніше.
14. Підставою для видачі посвідки на тимчасове проживання у випадку, коли іноземці та особи без громадянства, які надавали інструкторську (стрілецьку, тактичну, медичну, радіотехнічну, вибухотехнічну та іншу) допомогу підрозділам Збройних Сил України, інших утворених відповідно до законів України військових формувань, правоохоронних органів спеціального призначення, Міністерства внутрішніх справ України, залученим до проведення антитерористичної операції, перебуваючи безпосередньо у районах її проведення, та/або залученим до здійснення заходів із забезпечення національної безпеки і оборони, відсічі і стримування збройної агресії Російської Федерації у Донецькій та Луганській областях, перебуваючи безпосередньо у районах їх проведення, або добровольчим формуванням, що були утворені або самоорганізувалися для захисту незалежності, суверенітету та територіальної цілісності України та спільно з вищезазначеними підрозділами брали безпосередню участь в антитерористичній операції, забезпеченні її проведення, перебуваючи безпосередньо в районах антитерористичної операції у період її проведення, а також які брали участь у виконанні бойових або службових завдань антитерористичної операції та/або заходів із забезпечення національної безпеки і оборони, відсічі і стримування збройної агресії Російської Федерації у Донецькій та Луганській областях спільно із вищезазначеними підрозділами та добровольчими формуваннями та отримали посвідку на тимчасове проживання, вважаються такими, які перебувають на території України на законних підставах, у тому числі у випадках, якщо термін дії паспортного документа закінчився або він підлягає обміну, на час до завершення тимчасової окупації Російською Федерацією території України у значенні Закону України "Про особливості державної політики із забезпечення державного суверенітету України на тимчасово окупованих територіях у Донецькій та Луганській областях є заява іноземця або особи без громадянства та один із таких документів:
1) подання Міністерства оборони України, іншого центрального органу виконавчої влади, що здійснює керівництво військовими формуваннями, утвореними відповідно до законів України, або правоохоронного органу чи державного органу спеціального призначення з правоохоронними функціями, які виконували завдання антитерористичної операції, здійснювали заходи із забезпечення національної безпеки і оборони, відсічі і стримування збройної агресії Російської Федерації у Донецькій та Луганській областях;
2) клопотання командира підрозділу Збройних Сил України, інших утворених відповідно до законів України військових формувань, правоохоронних органів, державного органу спеціального призначення з правоохоронними функціями, що виконував завдання антитерористичної операції, здійснював заходи із забезпечення національної безпеки і оборони, відсічі і стримування збройної агресії Російської Федерації у Донецькій та Луганській областях, оформлене за зразком та у порядку, встановленому Кабінетом Міністрів України.
У разі отримання письмової відмови у наданні подання чи клопотання, передбачених пунктами 1 і 2 цієї частини, іноземець та особа без громадянства може подати разом із відповідною заявою рішення суду про встановлення факту його належності до осіб, зазначених у частині двадцятій статті 4 цього Закону". 
15. Окрім документів для відповідної категорії осіб, визначених у повередніх пунктах іноземці та особи без громадянства подають для отримання посвідки на тимчасове проживання такі документи:
1) паспортний документ іноземця або особи без громадянства з відповідною довгостроковою візою та копією сторінки паспортного документа з такою візою, крім випадків, якщо особа не зобов’язана отримувати таку візу відповідно до Законів України або міжнародних договорів України;
2) копії сторінок паспортного документа іноземця або особи без громадянства з особистими даними з перекладом на українську мову, засвідченим в установленому порядку;
3) документ, що підтверджує сплату державного мита та адміністративного збору за видачу, оформлення або обміну посвідки.
Уповноважений орган повертає паспортний документ особі одразу після прийняття заяви про видачу або обміну посвідки.
Органам державної влади заборонено вимагати від іноземців або осіб без громадянства, членів їхніх сімей, роботодавців та інших осіб будь-які інші документи або відомості, не визначені законом, для видачі посвідки на тимчасове проживання.
Таким чином, основними підставами та причинами щодо оформлення тимчасової посвідки на проживання є: працевлаштування в державі, навчання, возз'єднання родини з громадянами України, участь у міжнародних проектах, програмах або заходах, наукова, освітня культурна діяльність тощо.
Підготовлені документи надаються особисто в територіальний орган Державної міграційної служби України або акредитованих центрах ДП "Документ-сервіс".